# José Chaves Ortiz
José Chaves Ortiz (Sevilla, 1839- ibídem, 1903) va ser un pintor i il·lustrador espanyol, format a l'Escola de Belles Arts de Sevilla, on va ser deixeble de Eduardo Cano i Manuel Barrón. Es va dedicar principalment al gènere costumista ja pintura sobre temes taurins.
Va practicar diverses tècniques: pintura a l'oli, pastís, aquarel·la, gravat, dibuix, Entre les seves obres es pot destacar Caiguda mortal (1863), Els que saben divertir-se (1879) i Torero amb dona (1884). Va ser pare de Manuel Chaves Rei i avi de Manuel Chaves Nogueres. Va il·lustrar amb els seus dibuixos, al costat d'artistes com Daniel Perea i Ángel Lizcano, la revista taurina La Brega. El dia 2 de juny de 1864 va contreure matrimoni amb Dolores de Rey.
Va treballar en tots els àmbits de l'art: pintura al tremp, oli, dibuixant caricaturista, il·lustrador de llibres i diaris, retratista, dibuixant d'assumptes sacres, com els llenços de Sant Pere Nolasc i Santa Rosa de Lima, encàrrecs ambdós enviats a Cuba el 1893. Va impartir classes de pintura i va publicar un llibre, orientat als seus alumnes, en què explicava la seva portentosa habilitat per al dibuix i el gravat.